# Liuva I
Liuva I, död 573, var kung i västgotiska riket från 567 till 572. 